# Türkiye 2. Futbol Ligi 1994/95
Die Türkiye 2. Futbol Ligi 1994/95 war die 32. Spielzeit der zweithöchsten türkischen Spielklasse im professionellen Männer-Fußball. Sie wurde am 14. August 1994 mit dem 1. Spieltag der Qualifikationsrunde begonnen und am 21. Mai 1995 mit dem 18. Spieltag der Abstiegsrunde abgeschlossen.
In der Saison 1994/95 wurde die zweithöchste Spielklasse wie in der Vorsaison in drei Etappen ausgetragen. In der 1. Etappe wurde die Liga in eine Qualifikationsrunde (türkisch Kademe Grupları) in fünf Gruppen mit jeweils zehn Mannschaften mit Hin- und Rückspielen gespielt. Nach dem Ende der 1. Etappe wurden die ersten zwei Mannschaften aus allen Gruppen in eine gemeinsame Gruppe, der Aufstiegsrunde (türkisch Yükselme Grubu), aufgenommen, und spielten hier um den Aufstieg in die 1. Lig. Die restlichen Teams in den fünf Gruppen der Qualifikationsrunde spielten in unveränderter Gruppenkonstellation nun in einer Abstiegsrunde (türkisch Düşme Grupları) gegen den Abstieg in die 3. Lig. Sowohl die Aufstiegsrunde als auch die Abstiegsrunde stellten dabei die 2. Etappe dar und wurden mit Hin- und Rückspiel gespielt.
Die Mannschaften auf den ersten zwei Plätzen der Aufstiegsrunde stiegen direkt in die 1. Lig auf und die letzten zwei Mannschaften aller Gruppen der Abstiegsrunde stiegen in die 3. Lig ab. Während die Punkte aus der Qualifikationsrunde nicht in die Aufstiegsrunde mitgenommen wurden, wurden sie in der Abstiegsrunde unverändert mitgezählt. Die 3. Etappe wurde in Form einer Play-off-Runde durchgeführt. Die Mannschaften auf den Plätzen drei bis fünf der Aufstiegsrunde und alle Gruppenersten aller Abstiegsgruppen sollten im K.-o.-System den dritten und letzten Aufsteiger ausspielen. Da zum Sommer 1994 in der 1. Lig die Mannschaftszahl von 16 auf 18 erhöht wurden, stiegen statt der üblichen drei insgesamt fünf Mannschaften auf. Drei dieser fünf Aufsteiger wurde aus der Aufstiegsrunde ermittelt und zwei über die Play-off-Runde. Nach dieser abgeschlossenen Mannschaftserweiterung in der 1. Lig ist man in der 2. Lig mit der Saison 1994/95 wieder auf drei Aufsteiger übergegangen.
Die 1. Etappe begann mit dem Saisonstart zum 14. August 1994 und endete zur Winterpause zum 11. Dezember 1994. Die nachfolgende 2. Etappe startete dann zum 21. Januar 1995 und endete am 21. Mai 1995. Die 3. und letzte Etappe, in denen die Play-offs gespielt wurden, wurde vom 26. Mai 1995 bis zum 31. Mai 1995 gespielt.
Zu Saisonbeginn waren zu den von der vorherigen Saison verbleibenden 37 Mannschaften die zwei Absteiger aus der 1. Lig DÇ Karabükspor, Karşıyaka SK, Sarıyer GK und die zwölf Aufsteiger aus der damals drittklassigen 3. Lig Batman Belediyespor, Çaykur Rizespor, İçel Polisgücü, Şekerspor, Kemer Belediyespor, Erdemir Ereğlispor, Edirnespor, Düzcespor, Yeni Afyonspor, Manisaspor, Kahramanmaraşspor und Soma Linyitspor hinzugekommen.
Die Saison beendete Karşıyaka SK als Meister und schaffte damit den ersten Aufstieg der Vereinsgeschichte in die höchste türkische Spielklasse. Den Tabellenplatz zwei belegte İstanbulspor und stieg ebenfalls direkt in die 1. Lig auf. Während Denizlispor nach siebenjähriger Abstinenz wieder in die 1. Lig aufstieg, schaffte Vanspor die erste Teilnahme der Vereinsgeschichte an der 1. Lig. Über die Play-offs stieg noch Eskişehirspor in die 1. Lig auf. Als Absteiger standen zum Saisonende İstanbul Büyükşehir Belediyespor und Üsküdar Anadolu SK aus der Gruppe 1, Muğlaspor und Manisaspor aus der Gruppe 2, Ispartaspor und Tarsus İdman Yurdu aus der Gruppe 3, Giresunspor und Erdemir Ereğlispor aus der Gruppe 4 und Yeni Sincanspor sowie Batman Belediyespor aus der Gruppe 5 fest.
Die drei Aufsteiger Kemer Belediyespor, Trakya Birlik Edirnespor und İçel Polisgücü änderten zur neuen Saison ihre Vereinsnamen. Kemer Belediye Spor Kulübü, kurz Kemer Belediyespor, änderte seinen Namen in Kemerspor Kulübü, kurz Kemerspor, um. Trakya Birlik Edirnespor Kulübü, kurz Trakya Birlik Edirnespor, wurde in Edirnespor Kulübü, kurz Edirnespor, umbenannt und İçel Polisgücü Kulübü, kurz İçel Polisgücü änderte seinen Namen in Mersin Polisgücü Kulübü, kurz Mersin Polisgücü, um.
Torschützenkönige der Liga wurden mit 28 Toren Hayrettin Aksoy von Karşıyaka SK und Zafer Tüzün von Eskişehirspor.

## Qualifikationsrunde

### Gruppe 1
| Pl. | Verein                 | Sp. | S  | U | N  | Tore    | Diff. | Punkte |
| --- | ---------------------- | --- | -- | - | -- | ------- | ----- | ------ |
| 1.  | İstanbulspor           | 18  | 11 | 5 | 2  | 041:170 | +24   | 38     |
| 2.  | Edirnespor (N)         | 18  | 9  | 4 | 5  | 028:210 | +7    | 31     |
| 3.  | Çanakkale Dardanelspor | 18  | 8  | 6 | 4  | 031:180 | +13   | 30     |
| 4.  | Bakırköyspor           | 18  | 8  | 5 | 5  | 030:260 | +4    | 29     |
| 5.  | Kartalspor             | 18  | 8  | 4 | 6  | 027:270 | ±0    | 28     |
| 6.  | Sarıyer GK (A)         | 18  | 6  | 6 | 6  | 023:160 | +7    | 24     |
| 7.  | Çorluspor              | 18  | 4  | 5 | 9  | 026:390 | −13   | 17     |
| 8.  | İstanbul BB            | 18  | 4  | 5 | 9  | 022:350 | −13   | 17     |
| 9.  | Üsküdar Anadolu SK     | 18  | 5  | 2 | 11 | 018:350 | −17   | 17     |
| 10. | Gaziosmanpaşaspor      | 18  | 3  | 6 | 9  | 018:300 | −12   | 15     |

| (A) | Absteiger aus der 1. Lig 1993/94                     |
| (N) | Neuaufsteiger aus der Türkiye 3. Futbol Ligi 1993/94 |

| Gruppe 1               | İstanbulspor | Edirnespor | Çanakkale Dardanelspor | Bakırköyspor | Kartalspor | Sarıyer GK | Çorluspor | İstanbul BB | Üsküdar Anadolu SK | Gaziosmanpaşaspor |
| ---------------------- | ------------ | ---------- | ---------------------- | ------------ | ---------- | ---------- | --------- | ----------- | ------------------ | ----------------- |
| İstanbulspor           |              | 3:0        | 1:0                    | 1:1          | 3:0        | 2:1        | 4:0       | 9:1         | 4:2                | 2:1               |
| Edirnespor             | 2:0          |            | 1:1                    | 2:1          | 1:2        | 1:0        | 4:0       | 1:3         | 4:2                | 3:0               |
| Çanakkale Dardanelspor | 1:2          | 2:0        |                        | 3:3          | 3:0        | 0:0        | 3:1       | 0:0         | 2:0                | 3:0               |
| Bakırköyspor           | 2:1          | 0:1        | 2:2                    |              | 2:2        | 0:0        | 5:1       | 1:0         | 4:1                | 1:0               |
| Kartalspor             | 1:1          | 2:0        | 3:2                    | 4:2          |            | 0:1        | 1:1       | 2:1         | 2:0                | 3:2               |
| Sarıyer GK             | 0:0          | 0:1        | 1:1                    | 4:0          | 2:1        |            | 1:1       | 1:1         | 5:1                | 2:0               |
| Çorluspor              | 2:2          | 1:3        | 1:2                    | 0:2          | 3:1        | 3:0        |           | 4:2         | 2:0                | 1:1               |
| İstanbul BB            | 1:3          | 0:0        | 0:2                    | 0:1          | 1:1        | 3:1        | 5:3       |             | 0:2                | 0:0               |
| Üsküdar Anadolu SK     | 0:1          | 2:2        | 1:4                    | 1:2          | 1:0        | 1:0        | 2:1       | 2:1         |                    | 0:1               |
| Gaziosmanpaşaspor      | 2:2          | 2:2        | 2:0                    | 3:1          | 1:2        | 0:4        | 1:1       | 2:3         | 0:0                |                   |

### Gruppe 2
| Pl. | Verein              | Sp. | S  | U | N  | Tore    | Diff. | Punkte |
| --- | ------------------- | --- | -- | - | -- | ------- | ----- | ------ |
| 1.  | Karşıyaka SK (A)    | 18  | 14 | 3 | 1  | 039:140 | +25   | 45     |
| 2.  | Aydınspor           | 18  | 10 | 4 | 4  | 033:220 | +11   | 34     |
| 3.  | Göztepe Izmir       | 18  | 9  | 3 | 6  | 025:180 | +7    | 30     |
| 4.  | Yeni Salihlispor    | 18  | 8  | 2 | 8  | 027:270 | ±0    | 26     |
| 5.  | Yeni Turgutluspor   | 18  | 6  | 6 | 6  | 027:270 | ±0    | 24     |
| 6.  | Bucaspor            | 18  | 7  | 3 | 8  | 025:330 | −8    | 24     |
| 7.  | Muğlaspor           | 18  | 7  | 1 | 10 | 036:380 | −2    | 22     |
| 8.  | Balıkesirspor       | 18  | 6  | 4 | 8  | 019:210 | −2    | 22     |
| 9.  | Soma Linyitspor (N) | 18  | 5  | 2 | 11 | 026:330 | −7    | 17     |
| 10. | Manisaspor (N)      | 18  | 2  | 4 | 12 | 013:370 | −24   | 10     |

| (A) | Absteiger aus der 1. Lig 1993/94                     |
| (N) | Neuaufsteiger aus der Türkiye 3. Futbol Ligi 1993/94 |

| Gruppe 2          | Karşıyaka SK | Aydınspor | Göztepe Izmir | Yeni Salihlispor | Yeni Turgutluspor | Muğlaspor | Bucaspor | Balıkesirspor | Soma Linyitspor | Manisaspor |
| ----------------- | ------------ | --------- | ------------- | ---------------- | ----------------- | --------- | -------- | ------------- | --------------- | ---------- |
| Karşıyaka SK      |              | 1:0       | 2:1           | 4:1              | 3:3               | 5:1       | 5:1      | 2:1           | 0:1             | 2:1        |
| Aydınspor         | 1:1          |           | 1:0           | 3:1              | 1:0               | 0:0       | 3:1      | 1:0           | 6:1             | 1:1        |
| Göztepe Izmir     | 1:2          | 0:3       |               | 3:1              | 1:1               | 2:0       | 3:2      | 0:0           | 3:1             | 3:1        |
| Yeni Salihlispor  | 0:1          | 4:2       | 1:0           |                  | 2:1               | 0:1       | 4:2      | 2:0           | 0:0             | 3:3        |
| Yeni Turgutluspor | 0:2          | 2:2       | 1:0           | 1:0              |                   | 2:3       | 1:1      | 2:1           | 3:2             | 3:0        |
| Bucaspor          | 0:0          | 1:3       | 1:3           | 1:3              | 3:2               |           | 1:0      | 3:2           | 1:3             | 2:0        |
| Muğlaspor         | 1:2          | 1:3       | 1:3           | 2:1              | 4:2               | 4:3       |          | 2:0           | 4:3             | 6:1        |
| Balıkesirspor     | 0:1          | 5:0       | 0:0           | 2:1              | 1:1               | 1:0       | 0:3      |               | 1:0             | 0:0        |
| Soma Linyitspor   | 0:2          | 1:2       | 0:1           | 1:2              | 1:1               | 2:3       | 2:1      | 2:3           |                 | 3:0        |
| Manisaspor        | 1:4          | 2:1       | 0:1           | 0:1              | 0:1               | 1:1       | 1:0      | 1:2           | 0:3             |            |

### Gruppe 3
| Pl. | Verein               | Sp. | S  | U | N  | Tore    | Diff. | Punkte |
| --- | -------------------- | --- | -- | - | -- | ------- | ----- | ------ |
| 1.  | Eskişehirspor        | 18  | 10 | 4 | 4  | 038:220 | +16   | 34     |
| 2.  | Yeni Afyonspor (N)   | 18  | 10 | 4 | 4  | 032:210 | +11   | 34     |
| 3.  | Boluspor             | 18  | 10 | 2 | 6  | 036:230 | +13   | 32     |
| 4.  | Alanyaspor           | 18  | 7  | 5 | 6  | 020:200 | ±0    | 26     |
| 5.  | Mersin Polisgücü (N) | 18  | 8  | 1 | 9  | 026:240 | +2    | 25     |
| 6.  | Kemerspor (N)        | 18  | 7  | 4 | 7  | 027:280 | −1    | 25     |
| 7.  | Konyaspor            | 18  | 7  | 4 | 7  | 023:270 | −4    | 25     |
| 8.  | Ispartaspor          | 18  | 6  | 4 | 8  | 025:330 | −8    | 22     |
| 9.  | Mersin İdman Yurdu   | 18  | 6  | 0 | 12 | 013:230 | −10   | 18     |
| 10. | Tarsus İdman Yurdu   | 18  | 4  | 2 | 12 | 019:380 | −19   | 14     |

| (N) | Neuaufsteiger aus der Türkiye 3. Futbol Ligi 1993/94 |

| Gruppe 3           | Eskişehirspor | Yeni Afyonspor | Boluspor | Alanyaspor | Mersin Polisgücü | Kemerspor | Konyaspor | Ispartaspor | Mersin İdman Yurdu | Tarsus İdman Yurdu |
| ------------------ | ------------- | -------------- | -------- | ---------- | ---------------- | --------- | --------- | ----------- | ------------------ | ------------------ |
| Eskişehirspor      |               | 0:4            | 3:1      | 1:1        | 2:1              | 2:1       | 2:0       | 7:2         | 2:0                | 2:0                |
| Yeni Afyonspor     | 2:1           |                | 0:1      | 0:1        | 3:1              | 1:0       | 1:1       | 3:1         | 1:0                | 5:1                |
| Boluspor           | 2:1           | 6:0            |          | 4:1        | 1:0              | 3:1       | 3:3       | 1:1         | 0:1                | 4:0                |
| Alanyaspor         | 0:0           | 1:1            | 0:2      |            | 2:1              | 0:0       | 1:0       | 3:1         | 1:0                | 3:0                |
| Mersin Polisgücü   | 1:1           | 2:1            | 1:2      | 3:1        |                  | 2:1       | 1:0       | 4:1         | 1:0                | 4:1                |
| Kemerspor          | 1:5           | 1:1            | 3:1      | 1:1        | 1:0              |           | 5:2       | 2:0         | 2:0                | 1:0                |
| Konyaspor          | 3:3           | 0:1            | 1:3      | 3:1        | 2:1              | 2:1       |           | 2:1         | 2:0                | 1:0                |
| Ispartaspor        | 2:1           | 2:2            | 2:1      | 2:1        | 2:0              | 1:1       | 3:0       |             | 1:2                | 2:1                |
| Mersin İdman Yurdu | 0:1           | 0:3            | 2:0      | 0:2        | 2:1              | 2:3       | 0:1       | 1:0         |                    | 1:2                |
| Tarsus İdman Yurdu | 1:4           | 2:3            | 3:1      | 1:0        | 1:2              | 5:2       | 0:0       | 1:1         | 0:2                |                    |

### Gruppe 4
| Pl. | Verein                 | Sp. | S  | U | N  | Tore    | Diff. | Punkte |
| --- | ---------------------- | --- | -- | - | -- | ------- | ----- | ------ |
| 1.  | Çorumspor              | 18  | 11 | 5 | 2  | 031:160 | +15   | 38     |
| 2.  | Orduspor               | 18  | 10 | 5 | 3  | 027:130 | +14   | 35     |
| 3.  | Erzurumspor            | 18  | 10 | 3 | 5  | 033:260 | +7    | 33     |
| 4.  | Çaykur Rizespor (N)    | 18  | 8  | 3 | 7  | 020:230 | −3    | 27     |
| 5.  | DÇ Karabükspor (A)     | 18  | 7  | 4 | 7  | 027:240 | +3    | 25     |
| 6.  | Düzcespor (N)          | 18  | 7  | 3 | 8  | 024:250 | −1    | 24     |
| 7.  | Zonguldakspor          | 18  | 5  | 6 | 7  | 018:180 | ±0    | 21     |
| 8.  | Erdemir Ereğlispor (N) | 18  | 4  | 6 | 8  | 010:180 | −8    | 18     |
| 9.  | Giresunspor            | 18  | 5  | 1 | 12 | 016:310 | −15   | 16     |
| 10. | Sakaryaspor            | 18  | 2  | 6 | 10 | 018:300 | −12   | 12     |

| (A) | Absteiger aus der 1. Lig 1993/94                     |
| (N) | Neuaufsteiger aus der Türkiye 3. Futbol Ligi 1993/94 |

| Gruppe 4           | Çorumspor | Orduspor | Erzurumspor | Çaykur Rizespor | DÇ Karabükspor | Düzcespor | Zonguldakspor | Erdemir Ereğlispor | Giresunspor | Sakaryaspor |
| ------------------ | --------- | -------- | ----------- | --------------- | -------------- | --------- | ------------- | ------------------ | ----------- | ----------- |
| Çorumspor          |           | 0:0      | 2:1         | 2:0             | 1:1            | 0:0       | 4:2           | 1:1                | 3:1         | 2:0         |
| Orduspor           | 3:0       |          | 1:3         | 3:1             | 4:1            | 2:0       | 0:0           | 1:0                | 3:0         | 0:0         |
| Erzurumspor        | 2:4       | 3:1      |             | 1:1             | 1:0            | 3:1       | 2:1           | 2:0                | 1:0         | 3:0         |
| Çaykur Rizespor    | 0:2       | 0:0      | 2:1         |                 | 1:2            | 1:0       | 3:2           | 1:0                | 2:1         | 2:0         |
| DÇ Karabükspor     | 1:4       | 1:2      | 4:2         | 3:2             |                | 3:1       | 1:1           | 2:0                | 5:0         | 3:1         |
| Düzcespor          | 0:2       | 1:2      | 1:1         | 2:0             | 1:0            |           | 2:1           | 4:0                | 6:2         | 3:2         |
| Zonguldakspor      | 0:0       | 1:0      | 0:1         | 2:0             | 1:0            | 3:0       |               | 0:0                | 1:0         | 0:0         |
| Erdemir Ereğlispor | 0:1       | 1:1      | 3:0         | 1:2             | 0:0            | 0:0       | 1:0           |                    | 1:0         | 2:1         |
| Giresunspor        | 0:1       | 0:2      | 1:1         | 1:2             | 2:0            | 2:0       | 2:1           | 2:0                |             | 2:1         |
| Sakaryaspor        | 4:2       | 1:2      | 4:5         | 0:0             | 0:0            | 1:2       | 2:2           | 0:0                | 1:0         |             |

### Gruppe 5
| Pl. | Verein                   | Sp. | S  | U | N  | Tore    | Diff. | Punkte |
| --- | ------------------------ | --- | -- | - | -- | ------- | ----- | ------ |
| 1.  | Diyarbakırspor           | 18  | 10 | 4 | 4  | 029:130 | +16   | 34     |
| 2.  | Hatayspor                | 18  | 10 | 4 | 4  | 033:230 | +10   | 34     |
| 3.  | Adanaspor                | 18  | 10 | 3 | 5  | 037:210 | +16   | 33     |
| 4.  | Malatyaspor              | 18  | 9  | 5 | 4  | 017:110 | +6    | 32     |
| 5.  | Adıyamanspor             | 18  | 8  | 3 | 7  | 024:240 | ±0    | 27     |
| 6.  | Şekerspor (N)            | 18  | 5  | 8 | 5  | 020:230 | −3    | 23     |
| 7.  | Siirt Köy Hizmetleri YSE | 18  | 6  | 4 | 8  | 015:160 | −1    | 22     |
| 8.  | Yeni Sincanspor          | 18  | 3  | 7 | 8  | 014:260 | −12   | 16     |
| 9.  | Kahramanmaraşspor (N)    | 18  | 5  | 1 | 12 | 018:330 | −15   | 16     |
| 10. | Batman Belediyespor (N)  | 18  | 3  | 3 | 12 | 016:330 | −17   | 12     |

| (N) | Neuaufsteiger aus der Türkiye 3. Futbol Ligi 1993/94 |

| Gruppe 5                 | Diyarbakırspor | Hatayspor | Adanaspor | Malatyaspor | Adıyamanspor | Şekerspor | Siirt Köy Hizmetleri YSE | Yeni Sincanspor | Kahramanmaraşspor | Batman Belediyespor |
| ------------------------ | -------------- | --------- | --------- | ----------- | ------------ | --------- | ------------------------ | --------------- | ----------------- | ------------------- |
| Diyarbakırspor           |                | 0:0       | 2:0       | 3:1         | 1:0          | 3:0       | 3:0                      | 2:0             | 4:0               | 2:1                 |
| Hatayspor                | 1:0            |           | 1:2       | 1:0         | 3:2          | 3:3       | 2:0                      | 4:0             | 1:0               | 2:0                 |
| Adanaspor                | 2:4            | 2:3       |           | 2:0         | 4:1          | 2:1       | 1:0                      | 3:1             | 7:1               | 2:0                 |
| Malatyaspor              | 1:0            | 2:1       | 1:0       |             | 0:0          | 0:0       | 0:0                      | 4:0             | 1:0               | 1:0                 |
| Adıyamanspor             | 1:0            | 3:2       | 1:1       | 1:0         |              | 3:1       | 1:0                      | 2:2             | 1:2               | 1:2                 |
| Şekerspor                | 1:1            | 0:0       | 2:2       | 0:0         | 1:4          |           | 1:1                      | 1:0             | 1:0               | 2:0                 |
| Siirt Köy Hizmetleri YSE | 2:0            | 3:1       | 1:0       | 0:1         | 2:0          | 0:1       |                          | 0:0             | 1:0               | 4:0                 |
| Yeni Sincanspor          | 0:0            | 1:1       | 0:0       | 1:2         | 0:1          | 2:2       | 3:0                      |                 | 3:0               | 0:0                 |
| Kahramanmaraşspor        | 2:2            | 2:3       | 1:2       | 1:2         | 1:2          | 1:0       | 1:0                      | 4:0             |                   | 2:1                 |
| Batman Belediyespor      | 1:2            | 3:4       | 1:5       | 1:1         | 2:0          | 1:3       | 1:1                      | 0:1             | 2:0               |                     |

## Aufstiegsrunde
| Pl. | Verein             | Sp. | S  | U | N  | Tore    | Diff. | Punkte |
| --- | ------------------ | --- | -- | - | -- | ------- | ----- | ------ |
| 1.  | Karşıyaka SK (A)   | 18  | 11 | 4 | 3  | 038:190 | +19   | 37     |
| 2.  | İstanbulspor       | 18  | 10 | 5 | 3  | 035:180 | +17   | 35     |
| 3.  | Eskişehirspor      | 18  | 9  | 7 | 2  | 027:140 | +13   | 34     |
| 4.  | Orduspor           | 18  | 5  | 9 | 4  | 024:230 | +1    | 24     |
| 5.  | Aydınspor          | 18  | 5  | 6 | 7  | 023:320 | −9    | 21     |
| 6.  | Diyarbakırspor     | 18  | 5  | 5 | 8  | 023:280 | −5    | 20     |
| 7.  | Yeni Afyonspor (N) | 18  | 4  | 7 | 7  | 021:220 | −1    | 19     |
| 8.  | Çorumspor          | 18  | 5  | 4 | 9  | 023:300 | −7    | 19     |
| 9.  | Hatayspor          | 18  | 5  | 3 | 10 | 023:420 | −19   | 18     |
| 10. | Edirnespor (N)     | 18  | 5  | 2 | 11 | 018:270 | −9    | 17     |

| (A) | Absteiger aus der 1. Lig 1993/94                     |
| (N) | Neuaufsteiger aus der Türkiye 3. Futbol Ligi 1993/94 |

| Aufstiegsrunde | Karşıyaka SK | İstanbulspor | Eskişehirspor | Orduspor | Aydınspor | Diyarbakırspor | Yeni Afyonspor | Çorumspor | Hatayspor | Edirnespor |
| -------------- | ------------ | ------------ | ------------- | -------- | --------- | -------------- | -------------- | --------- | --------- | ---------- |
| Karşıyaka SK   |              | 1:1          | 2:1           | 2:0      | 3:0       | 3:2            | 2:0            | 1:0       | 5:0       | 3:1        |
| İstanbulspor   | 2:1          |              | 1:1           | 2:2      | 2:2       | 1:0            | 1:0            | 3:0       | 7:2       | 2:0        |
| Eskişehirspor  | 1:0          | 0:0          |               | 1:0      | 0:0       | 2:0            | 1:1            | 3:2       | 2:0       | 4:0        |
| Orduspor       | 3:3          | 1:2          | 1:1           |          | 1:1       | 3:1            | 1:1            | 1:0       | 3:3       | 2:1        |
| Aydınspor      | 3:3          | 0:1          | 1:4           | 2:3      |           | 2:1            | 1:0            | 2:1       | 1:3       | 1:0        |
| Diyarbakırspor | 3:2          | 2:1          | 2:0           | 1:1      | 1:1       |                | 1:1            | 3:2       | 2:2       | 0:1        |
| Yeni Afyonspor | 0:0          | 0:3          | 2:3           | 0:0      | 4:1       | 2:2            |                | 3:0       | 5:3       | 2:1        |
| Çorumspor      | 0:2          | 4:3          | 1:1           | 1:0      | 3:3       | 2:0            | 0:0            |           | 3:2       | 4:2        |
| Hatayspor      | 1:3          | 0:2          | 0:1           | 0:1      | 2:1       | 2:1            | 1:0            | 0:0       |           | 2:1        |
| Edirnespor     | 1:2          | 2:1          | 1:1           | 1:1      | 0:1       | 0:1            | 1:0            | 1:0       | 4:0       |            |

## Abstiegsrunde
Die Ergebnisse aus der Qualifikationsrunde wurden mit eingerechnet.

### Gruppe 1
| Pl. | Verein                 | Sp. | S  | U  | N  | Tore    | Diff. | Punkte |
| --- | ---------------------- | --- | -- | -- | -- | ------- | ----- | ------ |
| 1.  | Çanakkale Dardanelspor | 32  | 18 | 9  | 5  | 055:250 | +30   | 63     |
| 2.  | Sarıyer GK (A)         | 32  | 12 | 12 | 8  | 038:260 | +12   | 48     |
| 3.  | Kartalspor             | 32  | 11 | 10 | 11 | 036:380 | −2    | 43     |
| 4.  | Bakırköyspor           | 32  | 11 | 7  | 14 | 043:520 | −9    | 40     |
| 5.  | Çorluspor              | 32  | 9  | 9  | 14 | 039:490 | −10   | 36     |
| 6.  | Gaziosmanpaşaspor      | 32  | 9  | 9  | 14 | 031:430 | −12   | 36     |
| 7.  | İstanbul BB            | 32  | 8  | 10 | 14 | 035:460 | −11   | 34     |
| 8.  | Üsküdar Anadolu SK     | 32  | 8  | 5  | 19 | 026:550 | −29   | 29     |

| (A) | Absteiger aus der 1. Lig 1993/94 |

| Gruppe 1               | Çanakkale Dardanelspor | Sarıyer GK | Kartalspor | Bakırköyspor | Çorluspor | Gaziosmanpaşaspor | İstanbul BB | Üsküdar Anadolu SK |
| ---------------------- | ---------------------- | ---------- | ---------- | ------------ | --------- | ----------------- | ----------- | ------------------ |
| Çanakkale Dardanelspor |                        | 1:1        | 1:1        | 2:1          | 0:0       | 1:0               | 2:0         | 5:1                |
| Sarıyer GK             | 0:3                    |            | 2:1        | 2:1          | 0:0       | 1:0               | 0:0         | 2:0                |
| Kartalspor             | 0:1                    | 1:1        |            | 1:0          | 0:2       | 0:0               | 0:2         | 0:0                |
| Bakırköyspor           | 1:3                    | 0:4        | 0:3        |              | 2:1       | 0:2               | 0:0         | 4:2                |
| Çorluspor              | 0:1                    | 0:0        | 0:1        | 2:0          |           | 0:2               | 3:1         | 3:0                |
| Gaziosmanpaşaspor      | 0:2                    | 0:2        | 2:1        | 2:1          | 1:1       |                   | 1:1         | 2:0                |
| İstanbul BB            | 2:1                    | 3:0        | 0:0        | 1:1          | 0:1       | 3:0               |             | 0:1                |
| Üsküdar Anadolu SK     | 0:1                    | 0:0        | 0:0        | 1:2          | 2:0       | 0:1               | 1:0         |                    |

### Gruppe 2
| Pl. | Verein              | Sp. | S  | U  | N  | Tore    | Diff. | Punkte |
| --- | ------------------- | --- | -- | -- | -- | ------- | ----- | ------ |
| 1.  | Bucaspor            | 32  | 16 | 5  | 11 | 052:470 | +5    | 53     |
| 2.  | Göztepe Izmir       | 32  | 14 | 7  | 11 | 042:340 | +8    | 49     |
| 3.  | Balıkesirspor       | 32  | 13 | 6  | 13 | 037:350 | +2    | 45     |
| 4.  | Yeni Salihlispor    | 32  | 13 | 6  | 13 | 043:450 | −2    | 45     |
| 5.  | Soma Linyitspor (N) | 32  | 13 | 5  | 14 | 048:470 | +1    | 44     |
| 6.  | Yeni Turgutluspor   | 32  | 11 | 10 | 11 | 048:450 | +3    | 43     |
| 7.  | Muğlaspor           | 32  | 12 | 3  | 17 | 052:600 | −8    | 39     |
| 8.  | Manisaspor (N)      | 32  | 3  | 5  | 24 | 025:700 | −45   | 14     |

| (N) | Neuaufsteiger aus der Türkiye 3. Futbol Ligi 1993/94 |

| Gruppe 2          | Bucaspor | Göztepe Izmir | Balıkesirspor | Yeni Salihlispor | Soma Linyitspor | Yeni Turgutluspor | Muğlaspor | Manisaspor |
| ----------------- | -------- | ------------- | ------------- | ---------------- | --------------- | ----------------- | --------- | ---------- |
| Bucaspor          |          | 2:1           | 3:1           | 3:2              | 2:0             | 2:1               | 3:1       | 4:1        |
| Göztepe Izmir     | 0:2      |               | 0:0           | 0:0              | 0:3             | 1:0               | 4:0       | 3:1        |
| Balıkesirspor     | 3:1      | 0:0           |               | 1:3              | 2:0             | 1:1               | 2:1       | 2:1        |
| Yeni Salihlispor  | 1:1      | 1:2           | 1:0           |                  | 1:2             | 1:0               | 1:0       | 1:0        |
| Soma Linyitspor   | 1:0      | 1:1           | 2:0           | 2:0              |                 | 2:0               | 1:1       | 4:3        |
| Yeni Turgutluspor | 0:0      | 4:2           | 2:2           | 3:0              | 1:3             |                   | 1:0       | 0:0        |
| Muğlaspor         | 2:1      | 1:0           | 3:1           | 0:1              | 0:0             | 3:6               |           | 2:1        |
| Manisaspor        | 0:3      | 1:3           | 0:1           | 0:5              | 3:1             | 1:2               | 0:2       |            |

### Gruppe 3
| Pl. | Verein               | Sp. | S  | U | N  | Tore    | Diff. | Punkte |
| --- | -------------------- | --- | -- | - | -- | ------- | ----- | ------ |
| 1.  | Boluspor             | 32  | 17 | 5 | 10 | 057:330 | +24   | 56     |
| 2.  | Mersin Polisgücü (N) | 32  | 16 | 6 | 10 | 046:350 | +11   | 54     |
| 3.  | Kemerspor (N)        | 32  | 13 | 8 | 11 | 051:450 | +6    | 47     |
| 4.  | Alanyaspor           | 32  | 13 | 7 | 12 | 032:370 | −5    | 46     |
| 5.  | Konyaspor            | 32  | 12 | 9 | 11 | 040:420 | −2    | 45     |
| 6.  | Mersin İdman Yurdu   | 32  | 11 | 6 | 15 | 029:370 | −8    | 39     |
| 7.  | Ispartaspor          | 32  | 9  | 7 | 16 | 038:510 | −13   | 34     |
| 8.  | Tarsus İdman Yurdu   | 32  | 5  | 4 | 23 | 030:700 | −40   | 19     |

| (N) | Neuaufsteiger aus der Türkiye 3. Futbol Ligi 1993/94 |

| Gruppe 3           | Boluspor | Mersin Polisgücü | Kemerspor | Alanyaspor | Konyaspor | Mersin İdman Yurdu | Ispartaspor | Tarsus İdman Yurdu |
| ------------------ | -------- | ---------------- | --------- | ---------- | --------- | ------------------ | ----------- | ------------------ |
| Boluspor           |          | 2:2              | 3:1       | 4:0        | 1:2       | 1:1                | 2:0         | 1:0                |
| Mersin Polisgücü   | 1:0      |                  | 2:1       | 1:0        | 1:0       | 0:0                | 1:0         | 2:0                |
| Kemerspor          | 2:1      | 1:1              |           | 1:0        | 0:0       | 3:0                | 2:2         | 3:0                |
| Alanyaspor         | 1:0      | 1:1              | 1:0       |            | 1:0       | 2:1                | 1:0         | 4:3                |
| Konyaspor          | 0:3      | 3:0              | 3:3       | 0:0        |           | 5:1                | 2:0         | 1:1                |
| Mersin İdman Yurdu | 0:0      | 1:1              | 1:0       | 3:1        | 0:0       |                    | 3:0         | 1:0                |
| Ispartaspor        | 0:2      | 0:1              | 2:3       | 1:0        | 4:0       | 0:0                |             | 4:1                |
| Tarsus İdman Yurdu | 0:1      | 2:6              | 1:4       | 2:0        | 0:1       | 1:4                | 0:0         |                    |

### Gruppe 4
| Pl. | Verein                 | Sp. | S  | U  | N  | Tore    | Diff. | Punkte |
| --- | ---------------------- | --- | -- | -- | -- | ------- | ----- | ------ |
| 1.  | Erzurumspor            | 32  | 16 | 5  | 11 | 056:400 | +16   | 53     |
| 2.  | Düzcespor (N)          | 32  | 13 | 8  | 11 | 046:390 | +7    | 47     |
| 3.  | Sakaryaspor            | 32  | 12 | 9  | 11 | 038:380 | ±0    | 45     |
| 4.  | Zonguldakspor          | 32  | 11 | 11 | 10 | 036:310 | +5    | 44     |
| 5.  | DÇ Karabükspor (A)     | 32  | 11 | 9  | 12 | 036:380 | −2    | 42     |
| 6.  | Çaykur Rizespor (N)    | 32  | 12 | 5  | 15 | 037:420 | −5    | 41     |
| 7.  | Giresunspor            | 32  | 9  | 4  | 19 | 031:560 | −25   | 31     |
| 8.  | Erdemir Ereğlispor (N) | 32  | 5  | 11 | 16 | 019:440 | −25   | 26     |

| (A) | Absteiger aus der 1. Lig 1993/94                     |
| (N) | Neuaufsteiger aus der Türkiye 3. Futbol Ligi 1993/94 |

| Gruppe 4           | Erzurumspor | Düzcespor | Sakaryaspor | Zonguldakspor | DÇ Karabükspor | Çaykur Rizespor | Giresunspor | Erdemir Ereğlispor |
| ------------------ | ----------- | --------- | ----------- | ------------- | -------------- | --------------- | ----------- | ------------------ |
| Erzurumspor        |             | 1:1       | 2:3         | 1:0           | 3:0            | 3:2             | 4:0         | 5:0                |
| Düzcespor          | 2:1         |           | 1:0         | 3:3           | 0:0            | 3:1             | 4:0         | 2:0                |
| Sakaryaspor        | 2:0         | 2:0       |             | 1:1           | 2:1            | 2:1             | 2:0         | 1:0                |
| Zonguldakspor      | 2:0         | 2:1       | 0:1         |               | 0:0            | 2:0             | 2:1         | 3:1                |
| DÇ Karabükspor     | 1:0         | 1:0       | 0:1         | 0:0           |                | 1:0             | 1:1         | 1:1                |
| Çaykur Rizespor    | 1:0         | 2:2       | 0:1         | 3:1           | 0:1            |                 | 0:0         | 5:0                |
| Giresunspor        | 0:3         | 1:3       | 1:1         | 1:2           | 3:1            | 2:0             |             | 2:1                |
| Erdemir Ereğlispor | 0:0         | 0:0       | 1:1         | 0:0           | 3:1            | 1:2             | 1:3         |                    |

### Gruppe 5
| Pl. | Verein                   | Sp. | S  | U  | N  | Tore    | Diff. | Punkte |
| --- | ------------------------ | --- | -- | -- | -- | ------- | ----- | ------ |
| 1.  | Adanaspor                | 32  | 17 | 7  | 8  | 060:350 | +25   | 58     |
| 2.  | Adıyamanspor             | 32  | 17 | 6  | 9  | 044:330 | +11   | 57     |
| 3.  | Malatyaspor              | 32  | 13 | 7  | 12 | 031:280 | +3    | 46     |
| 4.  | Şekerspor (N)            | 32  | 11 | 12 | 9  | 042:360 | +6    | 45     |
| 5.  | Kahramanmaraşspor (N)    | 32  | 13 | 6  | 13 | 038:410 | −3    | 45     |
| 6.  | Siirt Köy Hizmetleri YSE | 32  | 11 | 7  | 14 | 033:310 | +2    | 40     |
| 7.  | Yeni Sincanspor          | 32  | 7  | 10 | 15 | 027:490 | −22   | 31     |
| 8.  | Batman Belediyespor (N)  | 32  | 3  | 5  | 24 | 021:690 | −48   | 14     |

| (N) | Neuaufsteiger aus der Türkiye 3. Futbol Ligi 1993/94 |

| Gruppe 5                 | Adanaspor | Adıyamanspor | Malatyaspor | Şekerspor | Kahramanmaraşspor | Siirt Köy Hizmetleri YSE | Yeni Sincanspor | Batman Belediyespor |
| ------------------------ | --------- | ------------ | ----------- | --------- | ----------------- | ------------------------ | --------------- | ------------------- |
| Adanaspor                |           | 4:2          | 1:1         | 0:0       | 1:1               | 2:0                      | 3:0             | 3:0                 |
| Adıyamanspor             | 2:0       |              | 1:0         | 1:0       | 0:0               | 1:0                      | 2:1             | 4:0                 |
| Malatyaspor              | 2:3       | 1:0          |             | 0:1       | 1:2               | 1:0                      | 0:1             | 2:0                 |
| Şekerspor                | 1:0       | 2:3          | 3:0         |           | 0:0               | 3:2                      | 1:1             | 6:0                 |
| Kahramanmaraşspor        | 3:1       | 0:0          | 2:0         | 2:0       |                   | 1:0                      | 3:1             | 1:0                 |
| Siirt Köy Hizmetleri YSE | 1:1       | 1:1          | 1:0         | 1:1       | 3:2               |                          | 2:0             | 4:0                 |
| Yeni Sincanspor          | 0:2       | 0:2          | 1:5         | 3:2       | 0:0               | 1:0                      |                 | 3:0                 |
| Batman Belediyespor      | 1:2       | 0:1          | 1:1         | 0:2       | 1:3               | 1:3                      | 1:1             |                     |

## Play-offs
Viertelfinale
| Datum                     |               | Ergebnis |                        | Spielort              |
| ------------------------- | ------------- | -------- | ---------------------- | --------------------- |
| 26. Mai 1995 um 14:30 Uhr | Boluspor      | 0:3      | Çanakkale Dardanelspor | Konya-Atatürk-Stadion |
| 26. Mai 1995 um 17:00 Uhr | Orduspor      | 1:2      | Aydınspor              | Konya-Atatürk-Stadion |
| 27. Mai 1995 um 14:30 Uhr | Adanaspor     | 3:2      | Bucaspor               | Konya-Atatürk-Stadion |
| 27. Mai 1995 um 17:00 Uhr | Eskişehirspor | 2:1      | Erzurumspor            | Konya-Atatürk-Stadion |

Halbfinale
| Datum                     |                        | Ergebnis |           | Spielort                  |
| ------------------------- | ---------------------- | -------- | --------- | ------------------------- |
| 28. Mai 1995 um 17:00 Uhr | Çanakkale Dardanelspor | 1:2      | Aydınspor | Konya-Atatürk-Stadion     |
| 29. Mai 1995 um 17:00 Uhr | Eskişehirspor          | 3:2      | Adanaspor | Eskişehir-Atatürk-Stadion |

Finale
| Eskişehirspor                                              | Eskişehirspor | Aydınspor | Aydınspor |
| ---------------------------------------------------------- | --- | --- | --------- |
| Eskişehirspor                                              | \| Play-off-Finale \| \| 31. Mai 1995 um 17:00 Uhr in Konya (Konya-Atatürk-Stadion) \| \| Ergebnis: 2:1 (1:1) \| \| Schiedsrichter: Bülent Yavuz \| \| Spielbericht \|                                                           | \| Play-off-Finale \| \| 31. Mai 1995 um 17:00 Uhr in Konya (Konya-Atatürk-Stadion) \| \| Ergebnis: 2:1 (1:1) \| \| Schiedsrichter: Bülent Yavuz \| \| Spielbericht \|                                                               | Aydınspor |
| Eskişehirspor                                              | Ömer Çatkıç – Veysel Kupan, Ülken Durak, Halit Kök (60. Yunus Kara), Erkal Başoğlu – Metin Arvas, Yavuz Karaçam, Tarık Yurttaş (77. Erdoğan Eryılmaz) – Ahmet Kilimcioğlu, Ali Rıza Heper, Zafer Tüzün Cheftrainer: Yılmaz Vural | Yuksel Özçimen – Recep Seçkin, Ali Akdeniz, Berkay Yönter (85. Hamdi Çam) – Erdoğan Özalp, Osman Hayrettin Tabak, Ercan Kılıç, Hikmet Şıktaşlılar, Hakan Şimşek – Murat Yoldaş, Ahmet Hacıhamzaoğlu (57. Nail Dinçer) Cheftrainer: ? | Aydınspor |
| Eskişehirspor                                              | 1:0 Veysel Kupan (15.) 2:1 Metin Arvas (89.) | 1:1 Ahmet Hacıhamzaoğlu (19.) | Aydınspor |
| Eskişehirspor                                              | Yavuz Karaçam (56.), Erkal Başoğlu (62.) | Ercan Kılıç (9.), Ahmet Hacıhamzaoğlu (33.), Nail Dinçer (59.), Hakan Şimşek (71.), Berkay Yönter (79.), Yuksel Özçimen (84.) | Aydınspor |
| Eskişehirspor                                              | Eskişehirspor ist durch diesen Sieg in die 1. Lig aufgestiegen. | | Aydınspor |
| Play-off-Finale                                            | | |           |
| 31. Mai 1995 um 17:00 Uhr in Konya (Konya-Atatürk-Stadion) | | |           |
| Ergebnis: 2:1 (1:1)                                        | | |           |
| Schiedsrichter: Bülent Yavuz                               | | |           |
| Spielbericht                                               | | |           |

## Torschützenliste
Der Türkische Fußballverband (TFF) führte für alle fünf Gruppen der 2. Lig separate Torschützenlisten, bestimmt aber den Torschützenkönig zum Saisonende aus einer einzigen zusammengefügten Torschützenliste.
| Pl. | Nat.   | Spieler                | Verein                    | Tore |
| --- | ------ | ---------------------- | ------------------------- | ---- |
| 1   | Turkei | Hayrettin Aksoy        | Karşıyaka SK              | 28   |
| 1   | Turkei | Zafer Tüzün            | Eskişehirspor             | 28   |
| 2   | Turkei | Saffet Akyüz           | İstanbulspor              | 24   |
| 3   | Turkei | Mustafa Kocabey        | Çanakkale Dardanelspor    | 22   |
| 4   | Turkei | Hakan Şimşek           | Aydınspor                 | 21   |
| 5   | Turkei | Hamdi Demirtaş         | İstanbulspor              | 19   |
| 5   | Turkei | Adnan Yazıcıoğlu       | DÇ Karabükspor, Muğlaspor | 19   |
| 6   | Turkei | Yücel Çolak            | Erzurumspor               | 19   |
| 6   | Turkei | Ercan Erkavas          | Kemerspor                 | 18   |
| 6   | Turkei | Serhan Hacıhüseyinoğlu | Mersin Polisgücü          | 18   |
| 7   | Turkei | Nail Timurcioğlu       | Kartalspor                | 17   |
| 7   | Turkei | Yusuf Tokuş            | Erzurumspor               | 17   |
| 8   | Turkei | Emin Toplu             | Bucaspor                  | 16   |
| 8   | Turkei | İsmail Alan            | Bucaspor                  | 16   |